# Chtoundistes

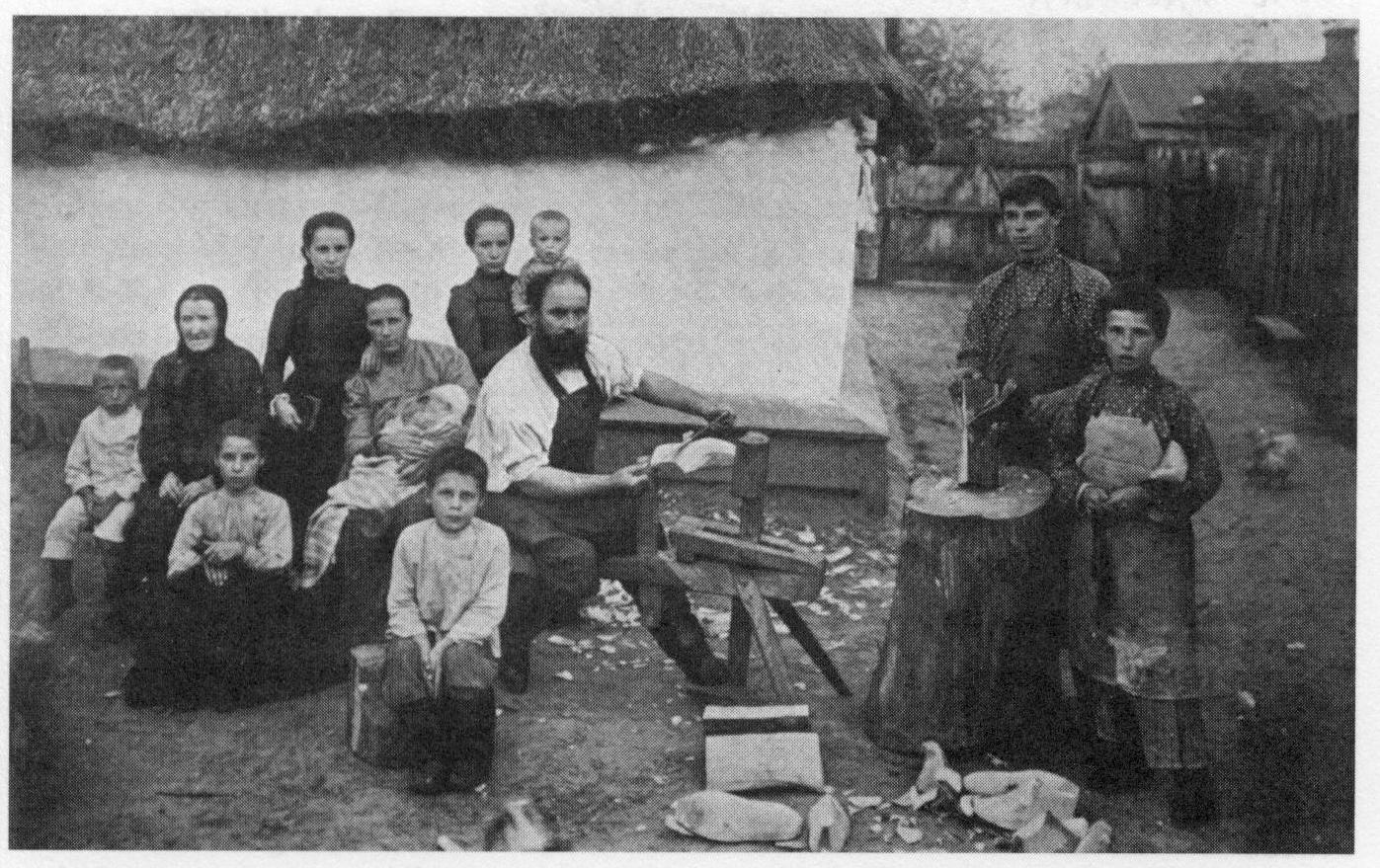
Famille chtoundiste à Kiev en 1901.

Les Chtoundistes (en russe : Штундисты, Chtoundisty ; en ukrainien : Штундисти, Chtoundisti) sont l'un des groupes de protestants évangéliques de l'Empire russe, de l'ex-Union soviétique et de ses États successeurs. 

## Histoire
Ce mouvement a émergé depuis Odessa et le sud de l'Empire russe (actuelle Ukraine) parmi les paysans ukrainiens dans la seconde moitié du XIXe siècle à partir des années 1860.
Le terme de Chtoundistes vient du terme allemand Stunde qui signifie « heure », en référence à la pratique consistant à réserver une heure par jour pour étudier la Bible. Dans les documents et la littérature, le mouvement associé était parfois appelé Chtoundobaptisme. Les Chtoundistes sont en effet influencés par les baptistes, piétistes et mennonites, nombreux parmi les colons allemands installés au sud de l'Empire russe.